# Administrativní dělení Řecka

Řecké decentralizované správy

Řecko neboli Helénská republika se dělí na 7 decentralizovaných správ, 13 krajů, 74 regionálních jednotek a 325 obcí. Do 1. ledna 2011 se dělilo na 13 krajů, 51 prefektur a 1 033 celků. Zvláštní status má autonomní stát Athos.

## Decentralizované správy
| Decentralizovaná správa       | Sídlo    |
| ----------------------------- | -------- |
| Attika                        | Athény   |
| Thesálie-Střední Řecko        | Larisa   |
| Epirus-Západní Makedonie      | Ioánnina |
| Peloponés-Západní Řecko-Iónie | Patra    |
| Egeis                         | Pireus   |
| Kréta                         | Iraklio  |
| Makedonie-Thrákie             | Soluň    |

## Kraje

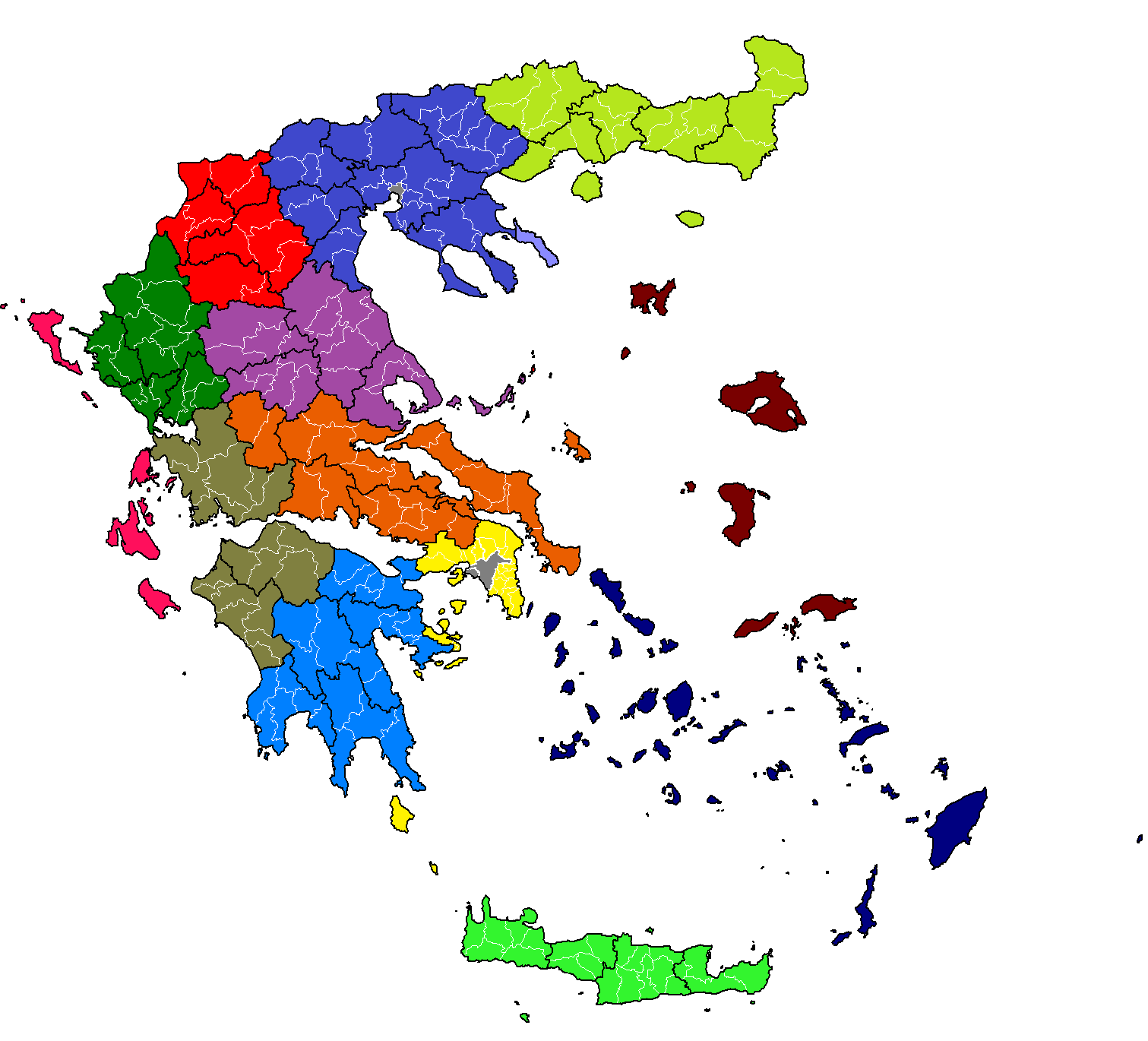
Řecké kraje

| Kraj                         | Sídlo    |
| ---------------------------- | -------- |
| Attika                       | Athény   |
| Epirus                       | Ioánnina |
| Jónské ostrovy               | Korfu    |
| Jižní Egeis                  | Ermupoli |
| Kréta                        | Iraklio  |
| Peloponés                    | Tripoli  |
| Severní Egeis                | Mytiléna |
| Střední Makedonie            | Soluň    |
| Střední Řecko                | Lamia    |
| Thesálie                     | Larisa   |
| Východní Makedonie a Thrákie | Komotini |
| Západní Makedonie            | Kozani   |
| Západní Řecko                | Patra    |